# Ballanacultuur
De Ballanacultuur, ook bekend als de X-Group Culture, was een archeologische cultuur in Neder-Nubië die bestond vanaf ca. 300 tot ca. 600 AD. De cultuur strekte zich uit van de Dodekaschoinos in het noorden tot Delgo in het zuiden. George A. Reisner, die de cultuur voor het eerst ontdekte, noemde haar de X-Group Culture, bij gebrek aan een meer exacte historische definitie.
Vanwege de toename van kennis en nieuwe vondsten in Qustul en Ballana is deze anonieme terminologie vervangen door de term Ballanacultuur, zoals voorgesteld door Bruce Trigger.
De dragers van de cultuur zijn sindsdien geïdentificeerd als de Nobatae.